# ابن بكس
ابن بُكّس (ت. نحو 393 هـ / 1003 م) هو طبيب مسلم. اسمه أبو اسحاق إبراهيم بن بكس. كان يدرس الطب في البيمارستان العضدي ببغداد سنة 360 هـ وكف بصره. قال عنه ابن أبي أصيبعة: «ترجم كتباً كثيرة إلى لغة العرب، ونقله مرغوب فيه». له «مقالة في الجدري» وكناشه «الأقرباذين».